# Famille Effinger
 (avril 2023).
La famille Effinger est une famille suisse de petite noblesse originaire de Brugg, qui a été bourgeoise de Berne.

## Histoire
Une branche de la famille s'est installée à Zurich au début du XVe siècle et s'est éteinte en 1590,.

## Titres et possessions
La famille a possédé le château de Wildegg.
Franz Christoph possède le château et la seigneurie de Wildenstein en Argovie dès 1678.

## Offices
Hans Friedrich (1584-1681) est membre du Petit Conseil de Brugg en 1615 et avoyer en alternance de cette même ville de 1621 à 1651.
Ludwig est avoyer de Brugg de 1428 à 1435, de 1437 à 1440 et en 1448.
Franz Christoph (1657-1712) est le premier membre de la famille à entrer au Grand Conseil de Berne en 1680. Il est également avoyer de Büren an der Aare de 1690 à 1696.
Son frère Bernhard (1658-1725) est membre du Grand Conseil de Berne dès 1691 et bailli de Schenkenberg de 1699 à 1705.
Johann Ludwig est bailli de Fraubrunnen de 1705 à 1711.
Albrecht Niklaus (1735-1803) est membre du Grand Conseil de Berne en 1785.

## Filiation
- Notice dans un dictionnaire ou une encyclopédie généraliste :   - Dictionnaire historique de la Suisse

## Armoiries
Les armes de la famille sont : d'argent à une montagne à six coupeaux de gueules.